# André-Louis Cholesky
André-Louis Cholesky (Montguyon, 1875. október 15. – Bagneux, 1918. augusztus 31.) francia katonatiszt és matematikus. Cholesky Montguyonban született, Charente-Maritime megyében, északra Bordeauxtól. Édesapja családja a lengyel Cholewski családból származott,  akik a Nagy emigráció idején költöztek Franciaországba.

## Végzettsége
Középiskolai tanulmányait Bordeauxban végezte, és itt tette le az érettségit. 1895. október 15-én 223 diákból 88.-ként jutott be az École polytechnique egyetemre, Párizsban. Az egyetemen tanárai voltak Camille Jordan matematikus és Henri Becquerel, aki a radioaktivitás felfedezésében is részt vett. Két sikeres év után 1897-ben letette végső egyetemi vizsgáit, s így 38.-ként végzett a 222 tanulóból. Belépett a hadseregbe; alhadnagyként 1897–1899 között a d'Application de l'Artillerie et du Génie katonai iskolában tanult.

## Katonai évek
Cholesky pályafutásának jelentős szakasza volt, amikor 1905 júniusában a hadsereg geodéziai részlegében szolgált, társai közül kiemelkedett intelligenciájával, eredeti ötleteivel és kiváló matematikai érzékével.
Földméréssel és térképészettel foglalkozott, részt vett Kréta és Észak-Afrika felmérésében az I. világháború előtt.
1905.szeptember 26-án főhadnaggyá léptették elő. 1907. május 10-én megházasodott. Három gyereke született, egy fiú és két leány. 
Az I. világháborúban a francia hadsereg tüzérségi tisztjeként szolgált és egy támadás során életét vesztette egy hónappal a „Nagy háború” vége előtt.

## Munkássága
Az ő nevéhez fűződik a Cholesky-felbontás módszere, melyet felhasznált a térképkészítésben is. 